# Anastasia Nichita
Anastasia Nichita (ur. 19 lutego 1999) – mołdawska zapaśniczka walcząca w stylu wolnym. Srebrna medalistka olimpijska z Paryża 2024 w kategorii 57 kg, a także siódma w Tokio 2020 w tej samej wadze.
Mistrzyni świata w 2022, druga w 2023; piąta w 2019. Mistrzyni Europy w 2020, 2022 i 2023; brązowa medalistka w 2019 i 2021. Trzecia na igrzyskach europejskich w 2019. Piąta w Pucharze Świata w 2022, a także wygrała zawody indywidualne w 2020. 
Druga na MŚ U-23 w 2019. Pierwsza na ME U-23 w 2019, 2021 i 2022; druga w 2017 i 2018. Mistrzyni świata juniorów w 2018; druga w 2017 i 2019. Mistrzyni Europy juniorów w 2016 i 2018, druga w 2017. Mistrzyni Europy kadetów w 2015; druga na MŚ kadetów w 2016 roku.